# Chamaeza meruloides
El tovacá críptico o chululú de Such (Chamaeza meruloides) es una especie de ave paseriforme de la familia Formicariidae perteneciente al género Chamaeza. Es endémica de la mata atlántica del sureste de Brasil. 

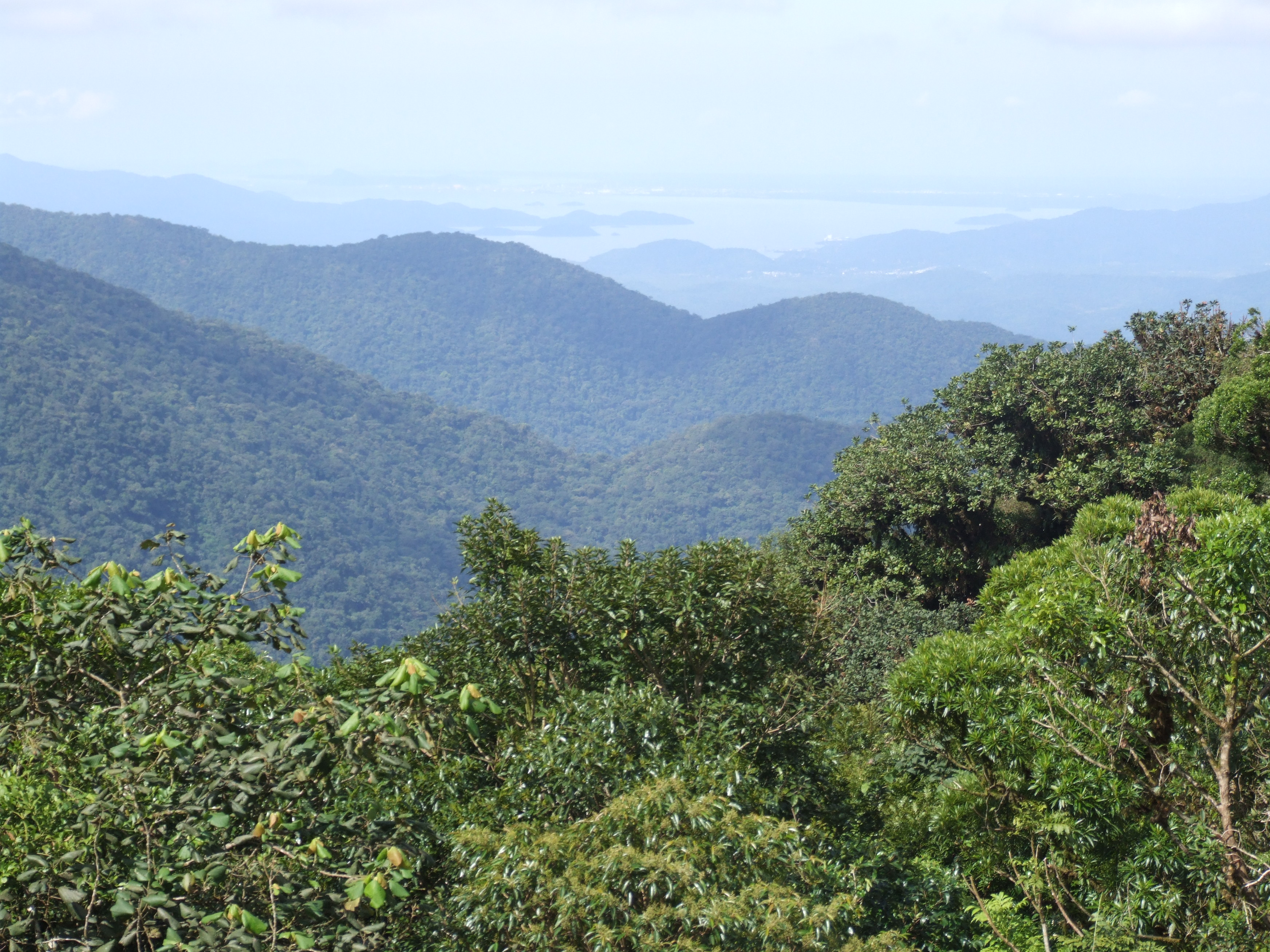
Mata Atlántica en la Serra do Mar, estado de Paraná, Brasil; el hábitat de esta especie.

## Distribución y hábitat
Su distribución comprende únicamente a la Mata Atlántica del este del Brasil, en Bahía y desde el este de Minas Gerais y oeste de Espírito Santo hacia el sur hasta el noreste de Santa Catarina.
Esta especie es considerada poco común en su hábitat natural: el suelo o a baja altura en el sotobosque de selvas tropicales serranas, hasta los 1500 m de altitud.

## Sistemática

### Descripción original
La especie C. meruloides fue descrita originalmente por el naturalista británico Nicholas Aylward Vigors en el año 1825, bajo el mismo nombre científico. Para describirla se basó en dos muestras recogidas por George Such, y este es el motivo del nombre común. Su localidad tipo es: «Brasil».

### Etimología
El nombre genérico femenino «Chamaeza» proviene del griego «χαμαι khamai »: en el suelo y «ζαω zaō»: vivir; significando «que vive en el suelo»; y el nombre de la especie «meruloides», se compone de las palabras del latín «merula»: mirlo, tordo, en referencia al género Merula, y del griego «οιδης oidēs»: que se parece a; significando «parecida con un tordo».

### Taxonomía
Se trata de una especie endémica de la Mata Atlántica del sudeste de Brasil. Si bien fue descrita por primera vez hace cerca de 200 años, permaneció por largo tiempo de manera críptica debido a la confusión con Chamaeza ruficauda y con Chamaeza campanisona, que habitan en la misma región. C. meruloides se encuentra principalmente en altitudes superiores a las de C. campanisona, pero inferiores a las de C. ruficauda.